# Wijkia rutenbergii
Wijkia rutenbergii là một loài Rêu trong họ Sematophyllaceae. Loài này được (Müll. Hal.) H.A. Crum miêu tả khoa học đầu tiên năm 1971.